# 601
El 601 (DCI) fou un any comú començat en diumenge del calendari julià.

## Esdeveniments
- Es publica un diccionari de rimes del xinès[cal citació]

## Necrològiques
- Toledo: Recared, rei visigot